# تینو-اسون سوشیچ
تینو-اسون سوشیچ (بوسنیایی: Tino-Sven Sušić؛ زاده ۱۳ فوریهٔ ۱۹۹۲) بازیکن فوتبال اهل بوسنی و هرزگوین است.